# 滇黄芩属
黄秦艽属（学名：Veratrilla）也称滇黄芩属，是龙胆科下的一个属，为秃净植物。该属共有滇黄芩（Veratrilla baillonii）等2种，分布于喜马拉雅东部地区和中国西南部。

## 物种
本属包括以下物种：
- 黄秦艽 Veratrilla baillonii
- 短叶黄秦艽 Veratrilla burkilliana